# 汉斯-路德维希·齐默尔
汉斯-路德维希·齐默尔（德語：Hans-Ludwig Zimmer，1950年2月2日—），德国男子赛艇运动员。他曾代表西德参加奥地利菲拉赫举办的1976年世界赛艇锦标赛，获得男子轻量级八人单桨有舵手金牌。